# Kharpurt
Kharpurt o Khartpurt fou una fortalesa armènia a l'Anzitene o Hanzith que després fou seu d'un petit emirat. Estava situada sobre una roca de 350 metres a la plana de Khanzit.
Els armenis li deien Andzit (Antzith o Handzith). Els àrabs li van dir Hisn Zayt (si bé de vegades s'esmenta erròniament com Hisn Ziyad), els llatins Castellum Ziata (Ammià Marcel·lí), i els turcs Harput. Els francs a les croades li van dir Quart-Pierre.
La primera vegada que apareix a la història fou el 978 quan pertanyia a Bardes Escler i s'hi va refugiar l'hamdànida Abu-Tàghlib expulsat de Mosul. Fou romana d'Orient fins a la invasió seljúcida i vers el 1100 estava en mans d'un amir anomenat Djubuk, del que, un temps després, va passar als ortúkides o artúkides.
L'ortúkida Balak Nasr al-Dawla hi va tenir presoners a Jocelin del Comtat d'Edessa i Balduí II de Jerusalem.
Amb la partició del dominis ortúkides, Kharpurt va correspondre a Rukn al-Dawla Daud de Hisn Kayfa i més tard (1185) Kharpurt va formar una branca separada encapçalada per Nizam al-Din Ibrahim, al que va seguir el seu fill Khidr i el fill d'aquest Nur al-Din Artuk Shah.
El 1234 l'aiúbida Al-Kamil va fer una expedició contra el soldà del Soldanat de Rum i va annexar Kharpurt.
Després va pertànyer als Eretnaoğulları, a Dhu l-Kadr, als Ak Koyunlu, als safàvides, i el 1515 fou ocupada pels otomans. El governador no es va instal·lar a la fortalesa sinó a la vila de Mezere rebatejada Mamurat al-Aziz, que després fou el nom de tota la província. El 1940 només tenia 2.095 habitants.

## Emirs de Kharpurt
Çubukoğulları
- Djubuk (Çubuk) vers 1085-1092
- Mehmed 1092-1113

Ortúquides
- Balak Nasr al Dawla 1113-1124
- Daud Rukn al-Dawla de Hisn Kayfa 1124-1144
- Kara Arslan de Hisn Kayfa 1144-1164
- Muhammad Nur al-Din de Hisn Kayfa 1164-?
- Ibrahim Nizam al-Din
- Khidr
- Artukshah Nur al-Din ?-1234